# Warburgiella
Warburgiella là một chi rêu trong họ Sematophyllaceae.